# CR211 (Luxemburg)
De CR211 (Chemin Repris 211) is een verkeersroute in de stad en het land Luxemburg tussen de N4 en gaat over op de N51 richting Kirchberg. De route heeft een lengte van ongeveer 900 meter.

## Routeverloop
De gehele route is ingericht als een eenrichtingverkeersweg van het zuiden naar het noorden. De route vormt de tegenovergestelde richting van de N51 die op dit gedeelte ook ingericht is als een eenrichtingverkeersweg, maar dan richting het zuiden. De aansluitingen die de CR211 op andere genummerde wegen heeft, heeft de N51 ook. Op het einde van de route gaat de CR211 over op de N51 die vanaf dan in beide richtingen te berijden is.

## Straatnamen route CR211
- Boulevard Joseph II

## CR211b en CR211e
De CR211b en CR211e zijn twee verbindingswegen tussen de CR211 en de N51 via de Place Winston Churchill. Beide routes zijn ongeveer 120 meter lang. De CR211b is alleen van de N51 naar de CR211 te berijden, terwijl de CR211e alleen in tegenovergestelde richting te berijden is.

## CR211a en CR211d
De CR211a en CR211d zijn voormalige wegen van de CR211. De ene route liep over de Rue de Fort Rheinsheim en had een lengte van ongeveer 120 meter.
De andere route verliep over de Rue Nicolas Adams en had een lengte van ongeveer 300 meter.
Beide wegnummers zijn in 1995 opgeheven.

## CR211c
De CR211c is een voormalige route die de CR211 met de N51 verbond. De route van ongeveer 200 meter ging over de Rue Pierre d'Aspelt. Het wegnummer is in 1995 opgeheven.
CR101 ·
CR102 ·
CR103 ·
CR104 ·
CR105 ·
CR106 ·
CR107 ·
CR108 ·
CR109 ·
CR110 ·
CR111 ·
CR112 ·
CR113 ·
CR114 ·
CR115 ·
CR116 ·
CR117 ·
CR118 ·
CR119 ·
CR120 ·
CR121 ·
CR122 ·
CR123 ·
CR124 ·
CR125 ·
CR126 ·
CR127 ·
CR128 ·
CR129 ·
CR130 ·
CR131 ·
CR132 ·
CR133 ·
CR134 ·
CR135 ·
CR136 ·
CR137 ·
CR138 ·
CR139 ·
CR140 ·
CR141 ·
CR142 ·
CR143 ·
CR144 ·
CR145 ·
CR146 ·
CR147 ·
CR148 ·
CR149 ·
CR150 ·
CR151 ·
CR152 ·
CR153 ·
CR154 ·
CR155 ·
CR156 ·
CR157 ·
CR158 ·
CR159 ·
CR160 ·
CR161 ·
CR162 ·
CR163 ·
CR164 ·
CR165 ·
CR166 ·
CR167 ·
CR168 ·
CR169 ·
CR170 ·
CR171 ·
CR172 ·
CR173 ·
CR174 ·
CR175 ·
CR176 ·
CR177 ·
CR178 ·
CR179 ·
CR180 ·
CR181 ·
CR182 ·
CR183 ·
CR184 ·
CR185 ·
CR186 ·
CR187 ·
CR188 ·
CR189 ·
CR190
CR200 ·
CR201 ·
CR202 ·
CR203 ·
CR204 ·
CR205 ·
CR206 ·
CR207 ·
CR208 ·
CR210 ·
CR211 ·
CR212 ·
CR213 ·
CR215 ·
CR216 ·
CR217 ·
CR218 ·
CR219 ·
CR220 ·
CR221 ·
CR222 ·
CR223 ·
CR224 ·
CR225 ·
CR226 ·
CR227 ·
CR228 ·
CR229 ·
CR230 ·
CR231 ·
CR232 ·
CR233 ·
CR234
CR301 ·
CR302 ·
CR303 ·
CR304 ·
CR305 ·
CR306 ·
CR307 ·
CR308 ·
CR309 ·
CR310 ·
CR311 ·
CR312 ·
CR313 ·
CR314 ·
CR315 ·
CR316 ·
CR317 ·
CR318 ·
CR319 ·
CR320 ·
CR321 ·
CR322 ·
CR323 ·
CR324 ·
CR325 ·
CR326 ·
CR327 ·
CR328 ·
CR329 ·
CR330 ·
CR331 ·
CR332 ·
CR333 ·
CR334 ·
CR335 ·
CR336 ·
CR337 ·
CR338 ·
CR339 ·
CR340 ·
CR341 ·
CR342 ·
CR343 ·
CR344 ·
CR345 ·
CR346 ·
CR347 ·
CR348 ·
CR349 ·
CR350 ·
CR351 ·
CR352 ·
CR353 ·
CR354 ·
CR355 ·
CR356 ·
CR357 ·
CR358 ·
CR359 ·
CR360 ·
CR361 ·
CR362 ·
CR364 ·
CR365 ·
CR366 ·
CR367 ·
CR368 ·
CR369 ·
CR370 ·
CR371 ·
CR372 ·
CR373 ·
CR374 ·
CR375 ·
CR376 ·
CR377 ·
CR378 ·
CR379
Routes die cursief vermeld staan, zijn voormalige routes.